# Nikolla Bey Ivanaj
Nikolla Bey Ivanaj auch Nikollë Ivanaj (geboren 1879; gestorben 23. November 1951 in Tirana) war ein albanischer Verleger und Autor. Mit seiner Tätigkeit als Herausgeber leistete er einen wichtigen Beitrag zur albanischen Nationalbewegung Rilindja.

## Leben
Nikolla Bey Ivanaij wurde in der Region Gruda geboren, einem Stammesgebiet in der Malësia e Madhe östlich von Podgorica. Er soll in Belgrad, Wien, Zagreb und Dalmatien studiert haben. Später arbeitete Nikolla Bey Ivanaj als Beamter in Serbien, unter anderem als Dragoman für das serbische Außenministerium. 
Nikolla Bey Ivanaj war Herausgeber der Wochenzeitung Shpnesa e Shqypnisë (Hoffnung Albaniens), die in den Jahren zwischen 1905 und 1908 erschien. Diese Zeitung wurde in Dubrovnik gegründet und erschien später in Triest sowie schließlich in Rom. In den Sprachen Albanisch, Italienisch und Serbokroatisch verbreitete Shpnesa e Shqypnisë die Ideale der Rilindja und die Bedeutung des Erlernens der albanischen Sprache als identitätsstiftendes Element. 
Im Jahre 1915 gab Nikolla Bey Ivanaj die Zeitung Lidhja kombëtare (Nationale Liga) heraus. Nach seiner Teilnahme an der Pariser Friedenskonferenz 1919 gründete Nikolla Bey Ivanaj die Zeitung Koha e re (Neue Zeit) und publizierte sie bis 1925. In Shkodra gab Nikolla Bey Ivanaj in den Jahren 1923 bis 1925 zusammen mit seinem Cousin Mirash Ivanaj die Zeitung Republika (Die Republik) heraus.
Während des Zweiten Weltkrieges, im Jahre 1943, veröffentlichte Nikolla Bey Ivanaj das autobiographisch-historische Werk Historija e Shqipëniës së ré: vuejtjet e veprimet e mija – Pjesa e parë (Die Geschichte des modernen Albanien: Meine Leiden und Handlungen – Teil Eins). Im Jahre 1944 veröffentlichte er den Gedichtband Lulet e pasosme (Die unvollendeten Blumen). Nach dem Zweiten Weltkrieg, im Jahre 1945, veröffentlichte Nikolla Bey Ivanaj den zweiten Teil seiner Geschichte des modernen Albaniens (Historija e Shqipëniës së ré – Pjesa e II-të), der sich vor allem mit der Rolle der Römisch-Katholischen Kirche in Albanien befasste.
Nikolla Bey Ivanaj starb am 23. November 1951 in Tirana.

## Herausgeberschaft
- Shpnesa e Shqypnisë (1905 bis 1908)
- Lidhja kombëtare (1915)
- Koha e re (1919 bis 1925)
- Republika (zusammen mit Mirash Ivanaj, 1923 bis 1925)

## Werke
- Historija e Shqipëniës së ré: vuejtjet e veprimet e mija-Pjesa e parë. Tirana 1943.
- Lulet e pasosme. Tirana 1944.
- Historija e Shqipëniës së ré-Pjesa e II-të. Tirana 1945.